# Григоренко, Михаил Георгиевич
Михаил Георгиевич Григоренко (1906-1990) — генерал-лейтенант Советской Армии, участник Великой Отечественной войны, Герой Советского Союза (1945).

## Биография
Михаил Григоренко родился 3 октября 1906 года в селе Алексеевка (ныне — Белокуракинский район Луганской области Украины) в крестьянской семье. В 1910 году его отца вместе с семьёй выслали на территорию нынешнего Восточного Казахстана за участие в марксистском кружке. На родину вернулся только после 1917 года. В 1926 году Григоренко окончил профтехшколу в Харькове, год работал на производстве. В 1927 году он поступил на учёбу в Харьковский инженерно-строительный институт, окончил его в 1931 году, после чего остался на кафедре, читал лекции, одновременно работал в проектном институте. По предложению Серго Орджоникидзе Григоренко был направлен на строительство металлургического завода в Мариуполе. Работал прорабом, заместителем начальника строительной организации, которая принимала участие в сооружении первых доменных печей завода. В 1933 году труд Григоренко был отмечен лично Орджоникидзе. С 1935 года Григоренко был главным инженером строительства производственного объекта в Коканде, с 1936 года — начальником отдела капитального строительства Народного комиссариата среднего машиностроения СССР. Занимался созданием первых шарикоподшипниковых мастерских, давших первую продукцию к концу 1940 года. В 1940 году Григоренко руководил переоборудованием цехов одного из автомобильных заводов для налаживания выпуска танков «Т-34».
В феврале 1941 года Григоренко был отозван с завода и призван на службу в Рабоче-крестьянскую Красную Армию. В звании военинженера 3-го ранга стал главным инженером 79-го строительного участка, оборудовал укреплённые районы в Прибалтийском военном округе. С первого дня Великой Отечественной войны — на её фронтах, участвовал в обороне своего недостроенного укрепрайона. С июля 1941 года командовал инженерно-сапёрной бригадой 19-й армии Западного фронта, строил оборонительные рубежи под Смоленском. В октябре 1941 года попал в окружение под Вязьмой, с боями выходил из окружения. Став начальником 60-го армейского управления военно-полевого строительства, командовал строительством укреплений на рубеже обороны Дмитров-Москва. Являлся автором проекта «мешка», воплотив его на одном из участков фронта, применив взрывы в начале и в конце вражеской колонны с целью её обездвижения, и её последующие обстрелы артиллерией. В дальнейшем командовал сапёрным батальоном, сапёрной бригадой на Калининском и Западном фронтах. Участвовал в освобождении Великих Лук. Когда стало известно о планах противника, желающего отбить город, Григоренко стал инициатором и руководителем строительства запруды на реке Ловать. Действия Григоренко позволили сорвать планы контрудара немецких войск. В дальнейшем участвовал в освобождении Калининской и Смоленской областей, боях под Невелем, освобождении Белорусской и Литовской ССР, боях в Восточной Пруссии. К осени 1944 года гвардии полковник Михаил Григоренко был начальником инженерных войск 11-й гвардейской армии 3-го Белорусского фронта.
Во время подготовки к разгрому группировки противника в районе Тильзита и Инстербурга в полосе армии стали действовать 178 групп разграждения, которые сняли 40 тысяч мин, проделали 164 прохода в заграждениях, 42 из которых — для танков. Всё это было совершено без потерь в личном составе. Григоренко непосредственно руководил не только подготовкой, но и действиями своих подчинённых. Вместе с сапёрами он в течение двух суток без отдыха прокладывал через болота дороги для танков и артиллерии. В ходе боёв за Кёнигсберг Григоренко руководил строительством переправ, мостов через реку Прегель с многочисленными рукавами и болотистыми подступами. Несмотря на риск для жизни, Григоренко всегда находился на передовой, лично руководя переправой войск на северный берег реки. Близким разрывом снаряда он был контужен, но поля боя не покинул.
Указом Президиума Верховного Совета СССР от 5 мая 1945 года за «образцовое выполнение боевых заданий командования на фронте борьбы с немецкими захватчиками и проявленные при этом отвагу и геройство» гвардии полковник Михаил Григоренко был удостоен высокого звания Героя Советского Союза с вручением ордена Ленина и медали «Золотая Звезда» за номером 5028.
В дальнейшем Григоренко участвовал в боях за Пиллау. После окончания войны Григоренко продолжил службу в Советской Армии. В 1947 году он окончил Высшие курсы усовершенствования офицерского состава при Военно-инженерной академии. С декабря 1947 года был помощником начальника штаба, начальником спецотдела штаба инженерных войск. На этих должностях занимался строительством полигона для испытания первой советской атомной бомбы, который был построен раньше намеченных сроков. С июля 1950 года Григоренко был начальником Управления оборонительного строительства Советской Армии, с мая 1951 года — главным инженером Главного управления специального строительства Министерства обороны СССР. Руководил строительством первых объектов космической отрасли, в том числе космодрома Байконур. С апреля 1959 года Григоренко руководил Главным управлением аэродромного и специального строительства Министерства обороны СССР. Руководил строительством атомных, ракетных, зенитно-ракетных, противоракетных полигонов, шахтных пусковых установок баллистических ракет. В апреле 1971 года в звании генерал-лейтенанта Григоренко вышел в отставку. До конца жизни он продолжал работать главным экспертом Государственной экспертизы и инспекции Министерства обороны СССР. Являлся активным деятелем Совета ветеранов сапёрных, инженерных и военно-строительных частей. Автор мемуаров.
Жил в Москве по адресу: Ленинградский проспект, 77. Умер 22 марта 1990 года, похоронен на Троекуровском кладбище.

Мемориальная доска в Старобельске

Заслуженный строитель РСФСР (1968), лауреат Ленинской премии (1968), Почётный строитель Байконура (1980), Почётный гражданин Коканда. Был награждён тремя орденами Ленина, двумя орденами Красного Знамени, орденами Отечественной войны 1-й и 2-й степеней, двумя орденами Трудового Красного Знамени, двумя орденами Красной Звезды, а также двенадцатью медалями.

## Сочинения
- Григоренко М. Г. И крепость пала… [О боевых действиях инженерных войск 11-й Гвардейской армии во время Великой Отечественной войны] / Лит. запись О. Павловского. — Калининград: Книжное издательство, 1989. — 253 с. — ISBN 5-85500-045-1.